# Eucnemesaurus
Eucnemesaurus là một chi khủng long, được van Hoepen mô tả khoa học năm 1920.